# ابوت ۱۷۰۲۳
سیارک ۱۷۰۲۳ (به انگلیسی: 17023 Abbott، نامگذاری:1999EG) هفده هزار و بیست و سومین سیارک کشف شده‌است که در ۷ مارس ۱۹۹۹ کشف شد.
قدر مطلق سیارک برابر ۱۵٫۳۰ است.